# Сан-Антонио-де-Пале
Сан-Антонио-де-Пале (исп. San Antonio de Palé) — город в Экваториальной Гвинее, административный центр провинции Аннобон, расположенной на острове в Гвинейском заливе Атлантического океана. Бывшая колония Испанской империи в Африке.
Здесь есть аэропорт, порт, центр медицинской помощи, школа, маяк, радиостанция и католическая миссия кларетинцев.

## География

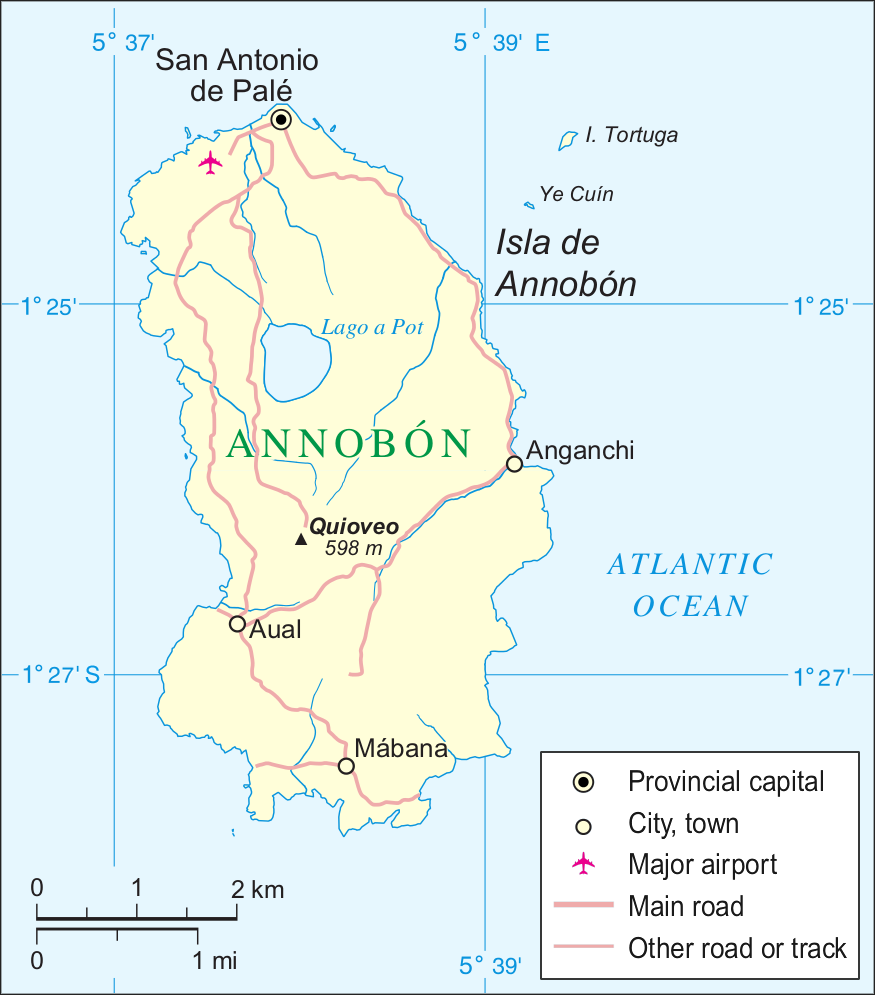
Сан-Антонио-де-Пале на карте острова Аннобон

Город расположен в северной части острова, на берегу Атлантического океана в равнинной и сухой местности.

## История
Основан португальскими путешественниками. Перешел под контроль Испании в 1778 году, вместе с островом Аннобон. В 1801 году англичане построили здесь небольшой форт, в 1827 году Испания сдала его в аренду под британскую базу для борьбы с работорговлей. Сан-Антонио-де-Пале служил также центром евангелизации беглых рабов из Анголы.
Капуцинские и кармелитские миссионеры впервые сделали город своей базой в 1580 году.

## Население
Население составляет 3492 человека (2012).
Распространены аннобонский (португалокреольский) и испанский языки.